# Clusia brachycarpa
Clusia brachycarpa là một loài thực vật có hoa trong họ Bứa. Loài này được Cuatrec. mô tả khoa học đầu tiên năm 1950.